# Élections présidentielles sous la Cinquième République dans le Morbihan
Depuis l'adoption de la Constitution de la Cinquième République française en 1958, dix élections présidentielles ont eu lieu afin d'élire le président de la République. Cette page présente les résultats de ces élections dans la Morbihan.

## Synthèse des résultats du second tour
Jusqu'en 1981, le Morbihan vote plus à droite que la France en plaçant en particulier Valéry Giscard d'Estaing (53,97 %) en tête de l'élection de 1981. Le département vote ensuite selon la tendance nationale. En 2017, Emmanuel Macron obtient 5 points de plus qu'au niveau national. En 2022, Emmanuel Macron obtient plus de 4 points par rapport à son score national.
| 2022 | Emmanuel Macron (62,81 %) (France : 58,55 %) | Marine Le Pen (37,19 %) (France : 41,45 %) | 77,83% (France : 71,99%) | 7,34% (France : 6,23%) |

| 2017 | Emmanuel Macron (71,56 %) (France : 66,10 %) | Marine Le Pen (28,44 %) (France : 33,90 %) | 79,68 % (France : 77,77 %) | 2,09 % (France : 2,47 %) |

| 2012 | François Hollande (51,73 %) (France : 51,64 %) | Nicolas Sarkozy (48,27 %) (France : 48,36 %) | 84,51 % (France : 80,35 %) | 1,82 % (France : 5,82 %) |

| 2007 | Nicolas Sarkozy (51,12 %) (France : 53,06 %) | Ségolène Royal (48,88 %) (France : 46,94 %) | 87,37 % (France : 83,97 %) | 1,27 % (France : 4,20 %) |

| 2002 | Jacques Chirac (86,11 %) (France : 82,21 %) | J.-M. Le Pen (13,89 %) (France : 17,79 %) | 74,94 % (France : 79,71 %) | 3,38 % (France : 3,38 %) |

| 1995 | Jacques Chirac (53,45 %) (France : 52,64 %) | Lionel Jospin (46,55 %) (France : 47,36 %) | 82,54 % (France : 78,38 %) | 2,51 % (France : 2,81 %) |

| 1988 | François Mitterrand (52,96 %) (France : 54,02 %) | Jacques Chirac (47,04 %) (France : 45,98 % %) | 83,92 % (France : 81,35 %) | 1,65 % (France : 2,00 %) |

| 1981 | François Mitterrand (46,03 %) (France : 51,76 %) | Valéry Giscard d'Estaing (53,97 %) (France : 48,24 %) | 83,23 % (France : 81,09 %) | 1,17 % (France : 1,62 %) |

| 1974 | Valéry Giscard d'Estaing (62,18 %) (France : 50,81 %) | François Mitterrand (37,82 %) (France : 49,19 %) | 84,8 % (France : 84,23 %) | 0,64 % (France : 0,92 %) |

| 1969 | Georges Pompidou (66,88 %) (France : 58,21 %) | Alain Poher (33,12 %) (France : 41,79 %) | 79,38 % (France : 77,59 %) | 0,92 % (France : 1,29 %) |

| 1965 | Charles de Gaulle (66,48 %) (France : 55,20 %) | François Mitterrand (33,52 %) (France : 44,80 %) | 83,69 % (France : 84,75 %) | 0,69 % (France : 1,01 %) |

|  | ▲ |

## Résultats détaillés par scrutin

### 2022
Arrivé en tête du premier tour, le président sortant Emmanuel Macron (27,85 %) affronte Marine Le Pen (23,15 %), un duel identique à celui du scrutin de 2017. C'est la deuxième fois qu'un second tour opposant les mêmes candidats à deux scrutins présidentiels consécutifs a lieu après ceux où se sont affrontés Valéry Giscard d'Estaing et François Mitterrand en 1974 et 1981.
En troisième position avec 21,95 % des voix, Jean-Luc Mélenchon réalise le score le plus élevé de ses trois candidatures et arrive largement en tête de la gauche, mais échoue à accéder au second tour, avec environ 400 000 voix de moins que Marine Le Pen.
Une nouvelle fois, les partis politiques traditionnels sont absents du second tour, dans des proportions encore plus importantes que lors de la précédente élection. Le Parti socialiste et Les Républicains, représentés respectivement par Anne Hidalgo et Valérie Pécresse, s'effondrent avec des scores historiquement faibles et n'atteignent pas le seuil des 5 %, condition permettant d'être remboursé des frais de campagne.
Pour la première fois, les candidatures classées à l'extrême droite dépassent le seuil de 30 % des suffrages exprimés au premier tour tandis que les sondages d'opinion laissent annoncer un duel serré face au président sortant, la possibilité d'une victoire pour Marine Le Pen étant pour la première fois envisagée par ceux-ci.
Le second tour voit Emmanuel Macron l'emporter par 58,55 % des suffrages exprimés, permettant ainsi au président sortant d'entamer un second mandat. Le septennat ayant été aboli en 2000, il devient ainsi le premier président de la République française à être réélu pour un deuxième quinquennat, le deuxième président de la Cinquième République réélu hors période de cohabitation et le quatrième président de la Cinquième République réélu.
Dans le Morbihan, Emmanuel Macron arrive en tête du premier tour avec 32,68% des exprimés, suivi de Marine Le Pen (22,01%), Jean-Luc Mélenchon (18,02%) et Yannick Jadot (5,78%). Au second tour, les électeurs ont voté à 62,81% pour Emmanuel Macron contre 37,19% pour Marine Le Pen avec un taux de participation de 77,83% des inscrits.
| Candidats                | Candidats                | Partis                   | Premier tour | Premier tour | Second tour | Second tour |
| Candidats                | Candidats                | Partis                   | Voix         | %            | Voix        | %           |
| ------------------------ | ------------------------ | ------------------------ | ------------ | ------------ | ----------- | ----------- |
|                          | Emmanuel Macron          | LREM                     | 152 740      | 32,68        | 269 755     | 62,81       |
|                          | Marine Le Pen            | RN                       | 102 856      | 22,01        | 159 717     | 37,19       |
|                          | Jean-Luc Mélenchon       | LFI                      | 84 200       | 18,02        |             |             |
|                          | Yannick Jadot            | EELV                     | 27 036       | 5,78         |             |             |
|                          | Éric Zemmour             | REC                      | 26 595       | 5,69         |             |             |
|                          | Valérie Pécresse         | LR                       | 22 838       | 4,89         |             |             |
|                          | Jean Lassalle            | RES                      | 14 399       | 3,08         |             |             |
|                          | Fabien Roussel           | PCF                      | 11 529       | 2,47         |             |             |
|                          | Nicolas Dupont-Aignan    | DLF                      | 9 586        | 2,05         |             |             |
|                          | Anne Hidalgo             | PS                       | 8 267        | 1,77         |             |             |
|                          | Philippe Poutou          | NPA                      | 4 376        | 0,94         |             |             |
|                          | Nathalie Arthaud         | LO                       | 2 952        | 0,63         |             |             |
|                          |                          |                          |              |              |             |             |
| Votes valides            | Votes valides            | Votes valides            | 467 374      | 97,68        | 429 472     | 90,56       |
| Votes blancs             | Votes blancs             | Votes blancs             | 7 959        | 1,66         | 33 469      | 7,06        |
| Votes nuls               | Votes nuls               | Votes nuls               | 3 119        | 0,65         | 11 315      | 2,39        |
| Total                    | Total                    | Total                    | 478 452      | 100          | 474 256     | 100         |
| Abstention               | Abstention               | Abstention               | 130 520      | 21,43        | 135 060     | 22,17       |
| Inscrits / participation | Inscrits / participation | Inscrits / participation | 608 972      | 78,57        | 474 256     | 77,83       |

### 2017
Le premier tour de l'élection présidentielle de 2017 voit s'affronter onze candidats. Emmanuel Macron arrive en tête devant Marine Le Pen et tous deux se qualifient pour le second tour. Néanmoins, avec François Fillon et Jean-Luc Mélenchon, les scores des quatre candidats ayant recueilli le plus de voix sont serrés (4,43 points entre le 1er et le 4e). Pour la première fois, aucun des candidats des deux partis politiques pourvoyeurs jusque-là des présidents de la Ve République, n'est présent au second tour. Celui-ci se tient le dimanche 7 mai et se solde par la victoire d'Emmanuel Macron, avec un total de 20 753 798 bulletins de vote en sa faveur, soit 66,10 % des suffrages exprimés, face à la candidate du Front national, qui recueille 33,90 %. Le scrutin est néanmoins marqué par une forte abstention et par un record de votes blancs ou nuls.
Dans le Morbihan, Emmanuel Macron arrive en tête du premier tour avec 27,86 % des exprimés, suivi de François Fillon (20,88 %), Marine Le Pen (17,69 %), Jean-Luc Mélenchon (17,49 %) et Benoît Hamon (7,33 %). Au second tour, les électeurs ont voté à 71,56 % pour Emmanuel Macron contre 28,44 % pour Marine Le Pen avec un taux de participation de 79,68 % des inscrits.
|             | EM          | Emmanuel Macron       | 130 639 | 27,86 %    | 289 594 | 71,56 %    |  |  |
|             | LR          | François Fillon       | 97 900  | 20,88 %    |         |            |  |  |
|             | FN          | Marine Le Pen         | 82 927  | 17,69 %    | 115 076 | 28,44 %    |  |  |
|             | LFi         | Jean-Luc Mélenchon    | 82 020  | 17,49 %    |         |            |  |  |
|             | PS          | Benoît Hamon          | 34 368  | 7,33 %     |         |            |  |  |
|             | DlF         | Nicolas Dupont-Aignan | 22 411  | 4,78 %     |         |            |  |  |
|             | NPA         | Philippe Poutou       | 6 309   | 1,35 %     |         |            |  |  |
|             | RES         | Jean Lassalle         | 4 820   | 1,03 %     |         |            |  |  |
|             | LO          | Nathalie Arthaud      | 3 291   | 0,7 %      |         |            |  |  |
|             | UPR         | François Asselineau   | 3 249   | 0,69 %     |         |            |  |  |
|             | SeP         | Jacques Cheminade     | 901     | 0,19 %     |         |            |  |  |
|             |             |                       |         |            |         |            |  |  |
|             |             |                       | Nombre  | % inscrits | Nombre  | % inscrits |  |  |
| Inscrits    | Inscrits    | Inscrits              | 577 012 |            | 576 899 |            |  |  |
| Abstentions | Abstentions | Abstentions           | 96 113  | 16,66 %    | 117 229 | 20,32 %    |  |  |
| Votants     | Votants     | Votants               | 480 899 | 83,34 %    | 459 670 | 79,68 %    |  |  |
|             |             |                       |         |            |         |            |  |  |
|             |             |                       |         | % votants  |         | % votants  |  |  |
| Blancs      | Blancs      | Blancs                | 8 518   | 1,48 %     | 41 362  | 7,17 %     |  |  |
| Nuls        | Nuls        | Nuls                  | 3 546   | 0,61 %     | 13 638  | 2,36 %     |  |  |
| Exprimés    | Exprimés    | Exprimés              | 468 835 | 81,25 %    | 404 670 | 70,15 %    |  |  |

### 2012
Hollande, désigné par le PS à la suite d'une primaire ouverte, devance Sarkozy dès le premier tour de l'élection présidentielle de 2012 : c'est la première fois qu'un président sortant est ainsi devancé. Au second tour, Sarkozy est battu mais par un écart plus faible qu'attendu.
Dans le Morbihan, François Hollande arrive en tête du premier tour avec 28,29 % des exprimés, suivi de Nicolas Sarkozy (28,15 %), Marine Le Pen (15,55 %), François Bayrou (10,85 %) et Jean-Luc Mélenchon (10,24 %). Au second tour, les électeurs ont voté à 51,73 % pour François Hollande contre 48,27 % pour Nicolas Sarkozy avec un taux de participation de 84,63 % des inscrits.
|                | PS             | François Hollande     | 130 453 | 28,29 %    | 229 248 | 51,73 %    |  |  |
|                | UMP            | Nicolas Sarkozy       | 129 838 | 28,15 %    | 213 893 | 48,27 %    |  |  |
|                | FN             | Marine Le Pen         | 71 715  | 15,55 %    |         |            |  |  |
|                | MoDem          | François Bayrou       | 50 050  | 10,85 %    |         |            |  |  |
|                | FG             | Jean-Luc Mélenchon    | 47 220  | 10,24 %    |         |            |  |  |
|                | EELV           | Éva Joly              | 12 948  | 2,81 %     |         |            |  |  |
|                | DLF            | Nicolas Dupont-Aignan | 8 548   | 1,85 %     |         |            |  |  |
|                | NPA            | Philippe Poutou       | 6 300   | 1,37 %     |         |            |  |  |
|                | LO             | Nathalie Arthaud      | 2 818   | 0,61 %     |         |            |  |  |
|                | S&P            | Jacques Cheminade     | 1 268   | 0,27 %     |         |            |  |  |
|                |                |                       |         |            |         |            |  |  |
|                |                |                       | Nombre  | % inscrits | Nombre  | % inscrits |  |  |
| Inscrits       | Inscrits       | Inscrits              | 555 819 |            | 555 655 |            |  |  |
| Abstentions    | Abstentions    | Abstentions           | 86 123  | 15,49 %    | 85 419  | 15,37 %    |  |  |
| Votants        | Votants        | Votants               | 469 696 | 84,51 %    | 470 236 | 84,63 %    |  |  |
|                |                |                       |         |            |         |            |  |  |
|                |                |                       |         | % votants  |         | % votants  |  |  |
| Blancs ou nuls | Blancs ou nuls | Blancs ou nuls        | 8 538   | 1,82 %     | 27 095  | 5,76 %     |  |  |
| Exprimés       | Exprimés       | Exprimés              | 461 158 | 98,18 %    | 443 141 | 98,18 %    |  |  |

### 2007
Au premier tour de l'élection présidentielle de 2007, Sarkozy réussit à capter une partie des voix de Le Pen et arrive largement en tête. Royal est la première femme qualifiée pour le second tour d'une élection présidentielle. Elle est battue avec une avance de 6 points.
Dans le Morbihan, Nicolas Sarkozy arrive en tête du premier tour avec 29,8 % des exprimés, suivi de Ségolène Royal (25,13 %), François Bayrou (21,98 %), Jean-Marie Le Pen (9,02 %) et Olivier Besancenot (4,27 %). Au second tour, les électeurs ont voté à 51,12 % pour Nicolas Sarkozy contre 48,88 % pour Ségolène Royal avec un taux de participation de 87,12 % des inscrits.
|                | UMP            | Nicolas Sarkozy      | 137 510 | 29,8 %     | 228 053 | 51,12 %    |  |  |
|                | PS             | Ségolène Royal       | 115 949 | 25,13 %    | 218 085 | 48,88 %    |  |  |
|                | UDF            | François Bayrou      | 101 406 | 21,98 %    |         |            |  |  |
|                | FN             | Jean-Marie Le Pen    | 41 629  | 9,02 %     |         |            |  |  |
|                | LCR            | Olivier Besancenot   | 19 701  | 4,27 %     |         |            |  |  |
|                | MPF            | Philippe de Villiers | 10 647  | 2,31 %     |         |            |  |  |
|                | Les Verts      | Dominique Voynet     | 8 967   | 1,94 %     |         |            |  |  |
|                | GPA            | Marie-George Buffet  | 7 252   | 1,57 %     |         |            |  |  |
|                | SE             | José Bové            | 6 480   | 1,4 %      |         |            |  |  |
|                | LO             | Arlette Laguiller    | 5 604   | 1,21 %     |         |            |  |  |
|                | CPNT           | Frédéric Nihous      | 5 204   | 1,13 %     |         |            |  |  |
|                | CNRSP          | Gérard Schivardi     | 1 060   | 0,23 %     |         |            |  |  |
|                |                |                      |         |            |         |            |  |  |
|                |                |                      | Nombre  | % inscrits | Nombre  | % inscrits |  |  |
| Inscrits       | Inscrits       | Inscrits             | 534 901 |            | 534 904 |            |  |  |
| Abstentions    | Abstentions    | Abstentions          | 67 572  | 12,63 %    | 68 913  | 12,88 %    |  |  |
| Votants        | Votants        | Votants              | 467 329 | 87,37 %    | 465 991 | 87,12 %    |  |  |
|                |                |                      |         |            |         |            |  |  |
|                |                |                      |         | % votants  |         | % votants  |  |  |
| Blancs ou nuls | Blancs ou nuls | Blancs ou nuls       | 5 920   | 1,27 %     | 19 853  | 4,26 %     |  |  |
| Exprimés       | Exprimés       | Exprimés             | 461 409 | 98,73 %    | 446 138 | 95,74 %    |  |  |

### 2002
Après cinq années de cohabitation, un duel est attendu entre Chirac et le Premier ministre Jospin lors de l'élection présidentielle de 2002, mais, à la surprise générale, ce dernier est devancé par Le Pen au premier tour. Au second tour, Chirac bénéficie du ralliement de la gauche et reçoit un score sans précédent. Il s'agit de la première élection pour un mandat de cinq ans et non plus sept.
Dans le Morbihan, Jacques  Chirac arrive en tête du premier tour avec 22,62 % des exprimés, suivi de Lionel  Jospin (16,72 %), Jean-Marie  Le Pen (14,89 %), François Bayrou (6,6 %) et Noel  Mamere (5,78 %). Au second tour, les électeurs ont voté à 86,11 % pour Jacques  Chirac contre 13,89 % pour Jean-Marie  Le Pen avec un taux de participation de 82,64 % des inscrits.
|                | RPR            | Jacques Chirac          | 81 711  | 22,62 %    | 337 131 | 86,11 %    |  |  |
|                | PS             | Lionel Jospin           | 60 422  | 16,72 %    |         |            |  |  |
|                | FN             | Jean-Marie Le Pen       | 53 797  | 14,89 %    | 54 365  | 13,89 %    |  |  |
|                | UDF            | François Bayrou         | 23 860  | 6,6 %      |         |            |  |  |
|                | Les Verts      | Noël Mamère             | 20 898  | 5,78 %     |         |            |  |  |
|                | LO             | Arlette Laguiller       | 20 519  | 5,68 %     |         |            |  |  |
|                | LCR            | Olivier Besancenot      | 18 577  | 5,14 %     |         |            |  |  |
|                | DL             | Alain Madelin           | 16 371  | 4,53 %     |         |            |  |  |
|                | MC             | Jean-Pierre Chevènement | 15 097  | 4,18 %     |         |            |  |  |
|                | CPNT           | Jean Saint-Josse        | 14 208  | 3,93 %     |         |            |  |  |
|                | PC             | Robert Hue              | 9 791   | 2,71 %     |         |            |  |  |
|                | Cap21          | Corinne Lepage          | 8 162   | 2,26 %     |         |            |  |  |
|                | PRG            | Christiane Taubira      | 7 189   | 1,99 %     |         |            |  |  |
|                | FRS            | Christine Boutin        | 5 168   | 1,43 %     |         |            |  |  |
|                | MNR            | Bruno Mégret            | 3 925   | 1,09 %     |         |            |  |  |
|                | PT             | Daniel Gluckstein       | 1 605   | 0,44 %     |         |            |  |  |
|                |                |                         |         |            |         |            |  |  |
|                |                |                         | Nombre  | % inscrits | Nombre  | % inscrits |  |  |
| Inscrits       | Inscrits       | Inscrits                | 498 938 |            | 499 055 |            |  |  |
| Abstentions    | Abstentions    | Abstentions             | 125 012 | 25,06 %    | 86 627  | 17,36 %    |  |  |
| Votants        | Votants        | Votants                 | 373 926 | 74,94 %    | 412 428 | 82,64 %    |  |  |
|                |                |                         |         |            |         |            |  |  |
|                |                |                         |         | % votants  |         | % votants  |  |  |
| Blancs ou nuls | Blancs ou nuls | Blancs ou nuls          | 12 626  | 3,38 %     | 20 932  | 5,08 %     |  |  |
| Exprimés       | Exprimés       | Exprimés                | 361 300 | 96,62 %    | 391 496 | 94,92 %    |  |  |

### 1995
Après une nouvelle cohabitation et alors que la droite est particulièrement divisée entre Chirac et le Premier ministre Balladur, Jospin réussit à arriver en tête au premier tour de l'élection présidentielle de 1995, malgré la très lourde défaite de la gauche aux législatives de 1993. Au second tour, il est battu par Chirac.
Dans le Morbihan, Édouard Balladur arrive en tête du premier tour avec 23,37 % des exprimés, suivi de Lionel Jospin (22,64 %), Jacques Chirac (19,96 %), Jean-Marie Le Pen (13,78 %) et Robert Hue (7,14 %). Au second tour, les électeurs ont voté à 53,45 % pour Jacques Chirac contre 46,55 % pour Lionel Jospin avec un taux de participation de 82,71 % des inscrits.
|                | RPR            | Édouard Balladur     | 88 820  | 23,37 %    |         |            |  |  |
|                | PS             | Lionel Jospin        | 86 034  | 22,64 %    | 172 652 | 46,55 %    |  |  |
|                | RPR            | Jacques Chirac       | 75 872  | 19,96 %    | 198 235 | 53,45 %    |  |  |
|                | FN             | Jean-Marie Le Pen    | 52 369  | 13,78 %    |         |            |  |  |
|                | PC             | Robert Hue           | 27 122  | 7,14 %     |         |            |  |  |
|                | LO             | Arlette Laguiller    | 20 296  | 5,34 %     |         |            |  |  |
|                | MPF            | Philippe de Villiers | 15 436  | 4,06 %     |         |            |  |  |
|                | Les Verts      | Dominique Voynet     | 13 229  | 3,48 %     |         |            |  |  |
|                | S&P            | Jacques Cheminade    | 858     | 0,23 %     |         |            |  |  |
|                |                |                      |         |            |         |            |  |  |
|                |                |                      | Nombre  | % inscrits | Nombre  | % inscrits |  |  |
| Inscrits       | Inscrits       | Inscrits             | 472 281 |            | 472 143 |            |  |  |
| Abstentions    | Abstentions    | Abstentions          | 82 460  | 17,46 %    | 81 636  | 17,29 %    |  |  |
| Votants        | Votants        | Votants              | 389 821 | 82,54 %    | 390 507 | 82,71 %    |  |  |
|                |                |                      |         |            |         |            |  |  |
|                |                |                      |         | % votants  |         | % votants  |  |  |
| Blancs ou nuls | Blancs ou nuls | Blancs ou nuls       | 9 785   | 2,51 %     | 19 620  | 5,02 %     |  |  |
| Exprimés       | Exprimés       | Exprimés             | 380 036 | 97,49 %    | 370 887 | 94,98 %    |  |  |

### 1988
Après deux ans de cohabitation, Mitterrand affronte le Premier ministre Chirac lors de l'élection présidentielle de 1988. Le Pen obtient au premier tour un score jusque-là sans précédent pour un parti d'extrême droite. Au second tour, Mitterrand est facilement réélu.
Dans le Morbihan, François Mitterrand arrive en tête du premier tour avec 34,98 % des exprimés, suivi de Jacques Chirac (19,92 %), Raymond Barre (19,67 %), Jean-Marie Le Pen (12,98 %) et André Lajoinie (4,36 %). Au second tour, les électeurs ont voté à 52,96 % pour François Mitterrand contre 47,04 % pour Jacques Chirac avec un taux de participation de 86,01 % des inscrits.
|                | PS                    | François Mitterrand | 128 057 | 34,98 %    | 195 948 | 52,96 %    |  |  |
|                | RPR                   | Jacques Chirac      | 72 918  | 19,92 %    | 174 061 | 47,04 %    |  |  |
|                | SE                    | Raymond Barre       | 72 011  | 19,67 %    |         |            |  |  |
|                | FN                    | Jean-Marie Le Pen   | 47 525  | 12,98 %    |         |            |  |  |
|                | PC                    | André Lajoinie      | 15 954  | 4,36 %     |         |            |  |  |
|                | Les Verts             | Antoine Waechter    | 14 280  | 3,9 %      |         |            |  |  |
|                | LO                    | Arlette Laguiller   | 7 666   | 2,09 %     |         |            |  |  |
|                | Communiste rénovateur | Pierre Juquin       | 6 403   | 1,75 %     |         |            |  |  |
|                | MPPT                  | Pierre Boussel      | 1 254   | 0,34 %     |         |            |  |  |
|                |                       |                     |         |            |         |            |  |  |
|                |                       |                     | Nombre  | % inscrits | Nombre  | % inscrits |  |  |
| Inscrits       | Inscrits              | Inscrits            | 443 526 |            | 443 338 |            |  |  |
| Abstentions    | Abstentions           | Abstentions         | 71 318  | 16,08 %    | 62 030  | 13,99 %    |  |  |
| Votants        | Votants               | Votants             | 372 208 | 83,92 %    | 381 308 | 86,01 %    |  |  |
|                |                       |                     |         |            |         |            |  |  |
|                |                       |                     |         | % votants  |         | % votants  |  |  |
| Blancs ou nuls | Blancs ou nuls        | Blancs ou nuls      | 6 140   | 1,65 %     | 11 299  | 2,96 %     |  |  |
| Exprimés       | Exprimés              | Exprimés            | 366 068 | 98,35 %    | 370 009 | 97,04 %    |  |  |

### 1981
Lors de l'élection présidentielle de 1981, Giscard d'Estaing arrive en tête au premier tour et affronte, comme la fois précédente, Mitterrand. Pour la première fois, un président sortant est battu : Mitterrand devient le premier président de gauche de la Ve République.
Dans le Morbihan, Valéry Giscard d'Estaing arrive en tête du premier tour avec 34,36 % des exprimés, suivi de François Mitterrand (25,17 %), Jacques Chirac (19,15 %), Georges Marchais (9,63 %) et Brice Lalonde (4 %). Au second tour, les électeurs ont voté à 62,18 % pour Valéry Giscard d'Estaing contre 46,03 % pour François Mitterrand avec un taux de participation de 87,22 % des inscrits.
|                | UDF            | Valéry Giscard d'Estaing | 117 067 | 34,36 %    | 190 258 | 53,97 %    |  |  |
|                | PS             | François Mitterrand      | 85 751  | 25,17 %    | 162 265 | 46,03 %    |  |  |
|                | RPR            | Jacques Chirac           | 65 253  | 19,15 %    |         |            |  |  |
|                | PC             | Georges Marchais         | 32 806  | 9,63 %     |         |            |  |  |
|                | MEP            | Brice Lalonde            | 13 644  | 4 %        |         |            |  |  |
|                | LO             | Arlette Laguiller        | 8 148   | 2,39 %     |         |            |  |  |
|                | MRG            | Michel Crépeau           | 5 645   | 1,66 %     |         |            |  |  |
|                | Divers droite  | Michel Debré             | 4 588   | 1,35 %     |         |            |  |  |
|                | PSU            | Huguette Bouchardeau     | 4 249   | 1,25 %     |         |            |  |  |
|                | Divers droite  | Marie-France Garaud      | 3 552   | 1,04 %     |         |            |  |  |
|                |                |                          |         |            |         |            |  |  |
|                |                |                          | Nombre  | % inscrits | Nombre  | % inscrits |  |  |
| Inscrits       | Inscrits       | Inscrits                 | 414 217 |            | 413 720 |            |  |  |
| Abstentions    | Abstentions    | Abstentions              | 69 482  | 16,77 %    | 52 873  | 12,78 %    |  |  |
| Votants        | Votants        | Votants                  | 344 735 | 83,23 %    | 360 847 | 87,22 %    |  |  |
|                |                |                          |         |            |         |            |  |  |
|                |                |                          |         | % votants  |         | % votants  |  |  |
| Blancs ou nuls | Blancs ou nuls | Blancs ou nuls           | 4 032   | 1,17 %     | 8 324   | 2,31 %     |  |  |
| Exprimés       | Exprimés       | Exprimés                 | 340 703 | 98,83 %    | 352 523 | 97,69 %    |  |  |

### 1974
L'élection présidentielle de 1974 est une élection anticipée à la suite de la mort de Pompidou. Mitterrand, candidat unique de la gauche, est largement en tête au premier tour devant Giscard d'Estaing, qui distance lui-même Chaban-Delmas. Au terme d'une campagne animée, marquée par un débat télévisé tendu, Giscard d'Estaing l'emporte avec une très courte avance.
Dans le Morbihan, Valéry Giscard d'Estaing arrive en tête du premier tour avec 45,99 % des exprimés, suivi de François Mitterrand (33,72 %), Jacques Chaban-Delmas (12,53 %), Jean Royer (2,7 %) et Arlette Laguiller (2,25 %). Au second tour, les électeurs ont voté à 62,18 % pour Valéry Giscard d'Estaing contre 37,82 % pour François Mitterrand avec un taux de participation de 87,39 % des inscrits.
|                | RI             | Valéry Giscard d'Estaing | 134 887 | 45,99 %    | 187 531 | 62,18 %    |  |  |
|                | PS             | François Mitterrand      | 98 912  | 33,72 %    | 114 070 | 37,82 %    |  |  |
|                | UDR            | Jacques Chaban-Delmas    | 36 743  | 12,53 %    |         |            |  |  |
|                | SE             | Jean Royer               | 7 927   | 2,7 %      |         |            |  |  |
|                | LO             | Arlette Laguiller        | 6 611   | 2,25 %     |         |            |  |  |
|                | SE, écologiste | René Dumont              | 2 978   | 1,02 %     |         |            |  |  |
|                | FN             | Jean-Marie Le Pen        | 2 889   | 0,98 %     |         |            |  |  |
|                | FCR            | Alain Krivine            | 669     | 0,23 %     |         |            |  |  |
|                | MDSF           | Émile Muller             | 645     | 0,22 %     |         |            |  |  |
|                | MFE            | Jean-Claude Sebag        | 430     | 0,15 %     |         |            |  |  |
|                | NAR            | Bertrand Renouvin        | 321     | 0,11 %     |         |            |  |  |
|                |                |                          |         |            |         |            |  |  |
|                |                |                          | Nombre  | % inscrits | Nombre  | % inscrits |  |  |
| Inscrits       | Inscrits       | Inscrits                 | 348 096 |            | 347 959 |            |  |  |
| Abstentions    | Abstentions    | Abstentions              | 52 901  | 15,2 %     | 43 879  | 12,61 %    |  |  |
| Votants        | Votants        | Votants                  | 295 195 | 84,8 %     | 304 080 | 87,39 %    |  |  |
|                |                |                          |         |            |         |            |  |  |
|                |                |                          |         | % votants  |         | % votants  |  |  |
| Blancs ou nuls | Blancs ou nuls | Blancs ou nuls           | 1 879   | 0,64 %     | 2 479   | 0,82 %     |  |  |
| Exprimés       | Exprimés       | Exprimés                 | 293 316 | 99,36 %    | 301 601 | 99,18 %    |  |  |

### 1969
L'élection présidentielle de 1969 est une élection anticipée à la suite de la démission de De Gaulle. La gauche se lance désunie dans la course et, bien que Duclos (PCF) manque de le devancer, c'est le président par intérim Poher qui accède au second tour face à l'ex-Premier ministre Pompidou. Alors que Duclos refuse d'appeler à voter au second tour pour « bonnet blanc ou blanc bonnet », Pompidou est finalement largement élu.
Dans le Morbihan, Georges Pompidou arrive en tête du premier tour avec 54,88 % des exprimés, suivi de Alain Poher (22,26 %), Jacques Duclos (15,07 %), Gaston Defferre (3,46 %) et Michel Rocard (2,6 %). Au second tour, les électeurs ont voté à 66,88 % pour Georges Pompidou contre 33,12 % pour Alain Poher avec un taux de participation de 72,63 % des inscrits.
|                | UDR            | Georges Pompidou | 146 901 | 54,88 %    | 158 126 | 66,88 %    |  |  |
|                | CD             | Alain Poher      | 59 586  | 22,26 %    | 78 312  | 33,12 %    |  |  |
|                | PC             | Jacques Duclos   | 40 349  | 15,07 %    |         |            |  |  |
|                | SFIO           | Gaston Defferre  | 9 263   | 3,46 %     |         |            |  |  |
|                | PSU            | Michel Rocard    | 6 971   | 2,6 %      |         |            |  |  |
|                | SE             | Louis Ducatel    | 2 708   | 1,01 %     |         |            |  |  |
|                | LC             | Alain Krivine    | 1 896   | 0,71 %     |         |            |  |  |
|                |                |                  |         |            |         |            |  |  |
|                |                |                  | Nombre  | % inscrits | Nombre  | % inscrits |  |  |
| Inscrits       | Inscrits       | Inscrits         | 340 344 |            | 340 243 |            |  |  |
| Abstentions    | Abstentions    | Abstentions      | 70 184  | 20,62 %    | 93 130  | 27,37 %    |  |  |
| Votants        | Votants        | Votants          | 270 160 | 79,38 %    | 247 113 | 72,63 %    |  |  |
|                |                |                  |         |            |         |            |  |  |
|                |                |                  |         | % votants  |         | % votants  |  |  |
| Blancs ou nuls | Blancs ou nuls | Blancs ou nuls   | 2 486   | 0,92 %     | 10 675  | 4,32 %     |  |  |
| Exprimés       | Exprimés       | Exprimés         | 267 674 | 99,08 %    | 236 438 | 95,68 %    |  |  |

### 1965
L'élection présidentielle de 1965 est la première élection au suffrage universel direct à la suite du référendum d'octobre 1962. De Gaulle est mis en ballottage, à la surprise générale, par Mitterrand, candidat unique de la gauche. La campagne du second tour est axée sur l'Europe et les relations internationales ainsi que sur l'armement nucléaire. De Gaulle est finalement réélu avec une large avance.
Dans le Morbihan, Charles de Gaulle arrive en tête du premier tour avec 53,17 % des exprimés, suivi de François Mitterrand (23,93 %), Jean Lecanuet (18,34 %), Jean-Louis Tixier-Vignancour (2,74 %) et Pierre Marcilhacy (1,1 %). Au second tour, les électeurs ont voté à 66,48 % pour Charles de Gaulle contre 33,52 % pour François Mitterrand avec un taux de participation de 83,02 % des inscrits.
|                | UNR            | Charles de Gaulle            | 148 824 | 53,17 %    | 182 421 | 66,48 %    |  |  |
|                | CIR            | François Mitterrand          | 66 997  | 23,93 %    | 91 979  | 33,52 %    |  |  |
|                | MRP            | Jean Lecanuet                | 51 339  | 18,34 %    |         |            |  |  |
|                | SE             | Jean-Louis Tixier-Vignancour | 7 668   | 2,74 %     |         |            |  |  |
|                | PLE            | Pierre Marcilhacy            | 3 069   | 1,1 %      |         |            |  |  |
|                | SE             | Marcel Barbu                 | 2 020   | 0,72 %     |         |            |  |  |
|                |                |                              |         |            |         |            |  |  |
|                |                |                              | Nombre  | % inscrits | Nombre  | % inscrits |  |  |
| Inscrits       | Inscrits       | Inscrits                     | 336 778 |            | 336 716 |            |  |  |
| Abstentions    | Abstentions    | Abstentions                  | 54 930  | 16,31 %    | 57 162  | 16,98 %    |  |  |
| Votants        | Votants        | Votants                      | 281 848 | 83,69 %    | 279 554 | 83,02 %    |  |  |
|                |                |                              |         |            |         |            |  |  |
|                |                |                              |         | % votants  |         | % votants  |  |  |
| Blancs ou nuls | Blancs ou nuls | Blancs ou nuls               | 1 931   | 0,69 %     | 5 154   | 1,84 %     |  |  |
| Exprimés       | Exprimés       | Exprimés                     | 279 917 | 99,31 %    | 274 400 | 98,16 %    |  |  |